# Эммертинг
Эммертинг (нем. Emmerting) — община в Германии, в земле Бавария. 
Подчиняется административному округу Верхняя Бавария. Входит в состав района Альтэттинг. Подчиняется управлению Эммертинг.  Население составляет 4138 человек (на 31 декабря 2010 года). Занимает площадь 14,08 км².
Коммуна подразделяется на 4 сельских округа.

## Население
По оценке на 31 декабря 2015 года население общины Эммертинг составляет 4130 чел. 

| Дата      | 1840 | 1871 | 1900 | 1925 | 1939 | 1950 | 1961 | 1970 | 1987 | 2011 |
| --------- | ---- | ---- | ---- | ---- | ---- | ---- | ---- | ---- | ---- | ---- |
| Население | 416  | 354  | 369  | 432  | 473  | 706  | 1107 | 2005 | 3285 | 4054 |

| Год       | 1960 | 1970 | 1980 | 1990 | 2000 | 2009 | 2010 | 2011 | 2012 | 2013 | 2014 | 2015 |
| --------- | ---- | ---- | ---- | ---- | ---- | ---- | ---- | ---- | ---- | ---- | ---- | ---- |
| Население | 1112 | 2109 | 2556 | 3532 | 3961 | 4093 | 4138 | 4081 | 4068 | 4085 | 4098 | 4130 |